# James A. Hagen
James A. Hagen (geboren 1933 in Iowa) ist ein ehemaliger amerikanischer Regierungsbediensteter und Eisenbahnmanager. Er war Präsident der United States Railway Association und Chairman, Präsident und Chief Executive Officer der Bahngesellschaft Conrail.

## Leben
James A. Hagen besuchte die Tipton High School, das St. Ambrose College in Davenport (Iowa) und studierte danach an der State University of Iowa. 1958 erlangt er den Master in Wirtschaftswissenschaften. Anschließend begann er bei der Missouri Pacific Railroad in der Preisabteilung zu arbeiten. 1963 wechselte er zur Southern Railway. Dort war er für die Marktforschung zuständig.
Im Dezember 1971 übernahm er eine Tätigkeit in der Federal Railroad Administration. In dieser Behörde leitete er die Wirtschaftsabteilung. Außerdem beriet er den Verkehrsminister bei der Formulierung und Umsetzung des Regional Rail Reorganization Act 1973. Mit diesem Gesetz wurde die Gründung der United States Railway Association konzessioniert und die Grundlagen für die Rettung des Schienenverkehrs im Nordosten der Vereinigten Staaten gesetzt.
Ab März 1974 wurde er in der USRA verantwortlich für die Planung des Betriebes und der Betriebsanlagen. Seine Arbeiten waren deshalb grundlegend für das geplante Streckennetz, dass erhalten und weiterbetrieben werden sollte. Nachdem der Präsident der USRA, Edward G. Jordan, zum Chairman und Chief Executive Officer von Conrail ernannt wurde, wurde James A. Hagen am 8. Juli 1975 sein Nachfolger.
Diese Position hatte er bis zum Mai 1976 inne. Da zu diesem Zeitpunkt die Installation von Conrail als Auffanggesellschaft weitgehend abgeschlossen war, wechselte er in das Management dieser Bahngesellschaft. Ab Februar 1977 bis März 1985 war er für den Bereich Marketing und Verkauf leitend zuständig.
Anschließend wechselte er zum CSX-Corporation-Tochterunternehmen CSX Distribution Group. Dort war er ab 1988 Nachfolger des Präsidenten Richard D. Sanborn, der zu Conrail wechselte.
Nach dem plötzlichen Tod von Sanborn am 12. Februar 1989, wurde er ab dem 18. Mai 1989 neuer Präsident, Chaiman und CEO von Conrail. Am 15. Mai 1996 trat er zurück. Sein Nachfolger wurde David M. LeVan.
Danach arbeitete er als Berater, unter anderem für Conrail und die Association of American Railroads.
Er ist seit 1958 mit Mary Louise King verheiratet und hat zwei Kinder.